# سالا باغانزا
سالا باغانزا (بالإيطالية: Sala Baganza)‏ هي بلدية في مقاطعة بارما في إقليم إميليا رومانيا الإيطالي.

## السكان
في سنة 1861 بلغ عدد السكان 3٬024 نسمة، وتطور العدد ليصل في سنة 2011 لـ 5٬392 نسمة.
يظهر هذا المخطط البياني تطور النمو السكاني لـ سالا باغانزا